# Calliergon brunneo-fuscum
Calliergon brunneo-fuscum là một loài Rêu trong họ Amblystegiaceae. Loài này được (Müll. Hal.) Warnst. mô tả khoa học đầu tiên năm 1913.